# Fritz Wintersteller
Fritz Wintersteller (* 21. října 1927, Innsbruck – 15. září 2018, Salcburk) byl rakouský horolezec. Narodil se a vyrůstal v Salcburku. Nikdy nebyl profesionálním horolezcem, ale přesto měl brzy úspěchy v Alpách. V roce 1957 spolu s Hermannem Buhlem, Kurtem Diembergerem a Marcusem Schmuckem uskutečnil první výstup na osmitisícovku Broad Peak. Za tento úspěch byl oceněn zlatou deskou za sport a v roce 2006 byl jmenován čestným občanem svého rodného města Salcburk.

## Úspěšné výstupy na osmitisícovky
- 1957 Broad Peak (8 047 m)